# Enotes
Enotes is een kevergeslacht uit de familie van de boktorren (Cerambycidae). De wetenschappelijke naam van het geslacht werd voor het eerst geldig gepubliceerd in 1864 door Thomson.

## Soorten
Enotes is monotypisch en omvat slechts de volgende soort:
- Enotes lifuanus (Montrouzier, 1861)